# Parque Nacional e Histórico do Monte Pascoal
O Parque Nacional e Histórico do Monte Pascoal é uma das mais importantes unidades de conservação integral do sul da Bahia. Neste parque nacional localiza-se o Monte Pascoal, que foi a primeira porção de terra avistada por Pedro Álvares Cabral em 1500.
Possui terras com grupos da etnia pataxó, o que faz com que o parque seja administrado também pela Fundação Nacional do Índio e também pelos grupos residentes da área. A presença desses grupos indígenas no parque causou um impasse em como deve ser feita a conservação da área.
O Plano de manejo do parque ainda está em elaboração.

## Caracterização

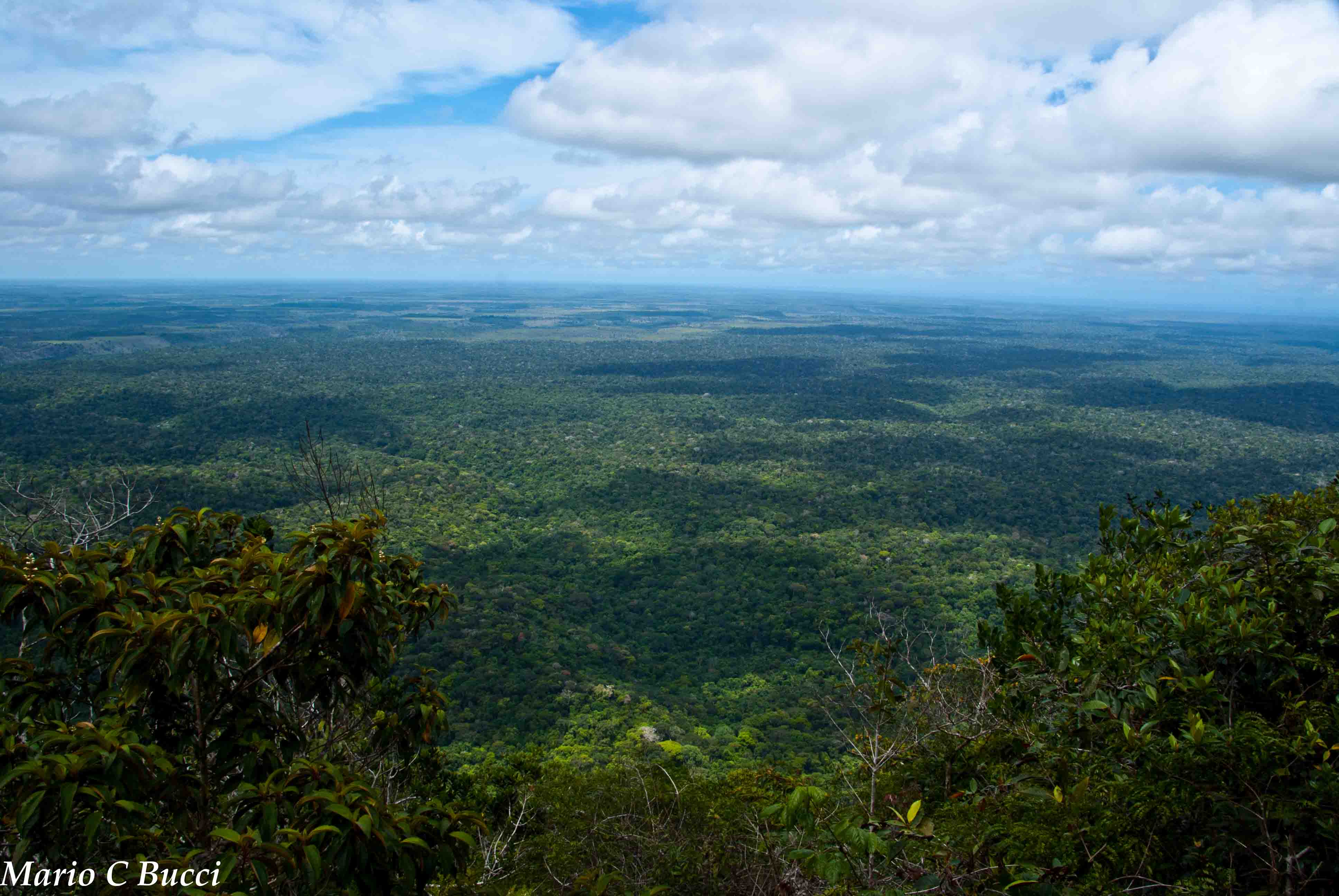
Vegetação do parque nacional.

A vegetação do parque é a floresta ombrófila densa de terras baixas, com árvores de grande porte, sendo que na parte litorânea encontram-se restingas e manguezais. É uma região de grande pluviosidade, com  1 500 a 1 700 mm anuais. O relevo é plano, com a elevação do Monte Pascoal se destacando na paisagem.
A fauna do parque chama atenção pela presença de grandes predadores como a onça-pintada e a onça-parda, além de outros grandes mamíferos, como a anta, muito ameaçados nas florestas do sul da Bahia.

## Questão Indígena
A área do parque foi demarcada onde tradicionalmente era território pataxó, povo que historicamente ocupa a região. Surge um impasse entre as lideranças indígenas e a Funai e os interesses conservacionistas. Foram cedidos cerca de 8 000 ha para a futura formação de terra indígena.